# Habranthus
Genre
Classification APG III (2009)
Habranthus est un genre de plantes à fleurs de la famille des Amaryllidacées.

## Liste d'espèces
Selon ITIS (6 août 2015) :
- Habranthus robustus Herb. ex Sweet
- Habranthus tubispathus (L'Hér.) Traub